# Jennifer Evenhuis
 (février 2019).
Si vous disposez d'ouvrages ou d'articles de référence ou si vous connaissez des sites web de qualité traitant du thème abordé ici, merci de compléter l'article en donnant les références utiles à sa vérifiabilité et en les liant à la section « Notes et références ».
Jennifer Evenhuis, née le 13 mars 1973 à Apeldoorn,, est une actrice et artiste de cabaret néerlandaise.

## Filmographie

### Cinéma et téléfilms
- 2005 : Goede tijden, slechte tijden : Gerda van Bavel
- 2012 : Lesboos : Steffie
- 2012 : Bonkers : La femme en couple d'âge mur
- 2012 : De 4 van Westwijk : Freule
- 2016 : Dokter Tinus : Marcella Rekers
- 2017 : Voor elkaar gemaakt (nl) : La mère du Viking
- 2017 : Van God los (nl) : La tante
- 2018 : Taal is zeg maar echt mijn ding (nl) : La petite amie du restaurant
- 2018 : Flikken Rotterdam (nl) : Janna Roos
- 2018 : Spangas : Simone Abma
- 2019 : Top 10 : La tante de Dylan
- 2019 : Het irritante eiland (nl) : Gertie